# Дечаци из улице Маркса и Енгелса
Дечаци из улице Маркса и Енгелса је српски и црногорски филм из 2014. године. Режирао га је Никола Вукчевић, који је уједно писао и сценарио за филм, заједно са Ђорђем Милосављевићем и Милицом Пилетић.
Филм је премијерно приказан 5. августа 2014. године, сниман је у Подгорици, а 2015. године био је кандидат за Оскара за најбољи филм на страном језику, али није био номинован.

## Радња
Главни лик Станко треба да убије човека по први пут у животу. Његов млађи брат Војо истог дана треба да први пут води љубав. Њихови путеви ће се тог дана више пута укрштати на необичан начин. Ствари за које су мислили да ће урадити са лакоћом постајаће све теже, а њихов братски однос ће бити на тесту.

## Улоге
| Глумац                | Улога                  |
| --------------------- | ---------------------- |
| Момчило Оташевић      | Станко, млађи          |
| Горан Богдан          | Станко, старији        |
| Ана Софреновић        | мајка Радмила          |
| Емир Хаџихафизбеговић | Андрија Потпара        |
| Бранка Станић         | Лела                   |
| Филип Ђуретић         | Војо Јовановић         |
| Анђела Мицановић      | Даница                 |
| Јулија Милачић        | Жаки                   |
| Бранимир Поповић      | Петар Потпара, старији |
| Миливоје Обрадовић    | Фики, старији          |
| Зоран Драгићевић      | Жуга                   |
| Петар Божовић         | таксиста               |
| Фатмир Спахи          | менаџер                |
| Небојша Глоговац      | тата                   |
| Дамир Урбан           | самог себе             |

Остале улоге  ▼
| Глумац               | Улога                |
| -------------------- | -------------------- |
| Петар Бурић          | Петар Потпара, млађи |
| Александар Чарапић   | Буџо                 |
| Јован Дабовић        | милиционер           |
| Драган Горановић     | Потпарино обезбеђење |
| Славко Калезић       | лажна проститутка    |
| Ненад Кнежевић Кнез  | самог себе           |
| Кендрим Кику         | Фики, млађи          |
| Никола Перишић       | професор Марковић    |
| Александар Радуловић | Потпарино обезбеђење |
| Иво Вукчевић         | Станков деда         |